# アライヘルメット
株式会社アライヘルメット（英: ARAI HELMET LTD.）は、埼玉県さいたま市に本社を置くヘルメットメーカーである。

## 概要

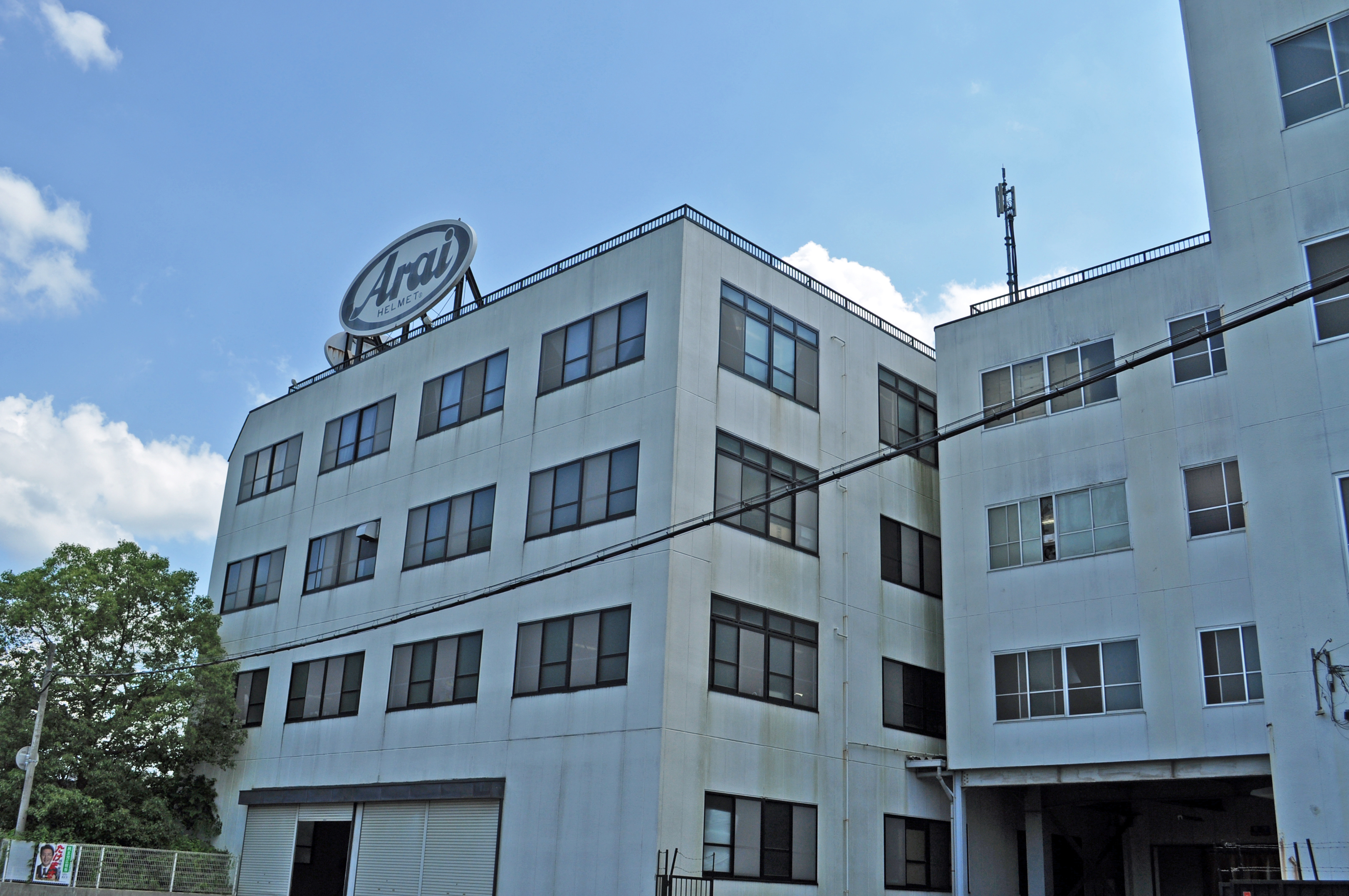
アライヘルメット片柳工場

1902年に東京・京橋で新井唯一郎が帽子屋を創業。
1937年、新井廣武（現社長の父）が大宮に工場を竣工し、作業用保護帽の製造を開始。
1950年に株式会社 新井廣武商店に法人改組。また新井自身がオートバイライダーだったこともあり、オートバイ用ヘルメットを自作し、後に乗用車用ヘルメットの製造へ移行してゆく。のちにモータースポーツの人気の高まりと共に、アライの知名度も世界に広まった。なお同社は、1976年に子会社として設立させたアライヘルメットが、1986年に株式会社 新井廣武からヘルメット事業を継承する形で現在に至っている。
主にオートバイ、自動車競技用の乗用ヘルメットのメーカーとして知られるが、元々は公営競技のヘルメットを生産開発の中心に据えており、一時は圧倒的なシェアを誇っていた。2009年現在は競輪およびオートレースにおいて他社製の使用が認められているが競馬とボートレース（競艇）においては独占状態が続いている。
1970年代よりモータースポーツで活躍するレーサーにヘルメットを提供している。剛性と軽量化のバランスが評価されたことからシェアを拡大、フォーミュラ1（F1）、ロードレース世界選手権（MotoGP）など国際格式のレースに出場する選手の多くが採用する状況にあった。2010年シーズン開幕時のMotoGP（4/17、2位は3/17のSUOMY）とF1（12/24、2位は8/24のベル）ではシェアナンバー1を誇っていた。ただし「プロモーションのための莫大な契約金を払ってまで被ってもらうぐらいなら、その分をさらに護れるヘルメットのための開発費に回す」をポリシーとしているため、近年は他社にユーザを奪われる傾向にあり、F1でも2021年にはユーザは3人（20人中）に減少。2023年/2024年は一時角田裕毅のみとなる。2025年開幕時点では角田とジャック・ドゥーハンの2人が使用していたものの、ドゥーハンがシーズン途中でシートを喪失、また角田も途中でシューベルトに移行し、ついにユーザが0になった。またMotoGPでも、2025年現在ユーザーは3人（マーベリック・ビニャーレス、小椋藍、ソムキアット・チャントラ）となっている。

## 製品の特徴
とりわけ、フルフェイス型ヘルメットに力を入れており、ヘルメット販売の主力となっている。バイク走行中の風圧を利用して、ヘルメット内部に空気を取り込む「ベンチレーション機構」が充実しており、夏でも快適に利用できる数々の工夫が成されている。またJISは元よりSNELL規格、さらにSNELL規格を確実に達成するための独自規格「アライ規格」を採用し、より高度な安全性を追求している。国際自動車連盟（FIA）が2018年に定めた安全規格「FIA 8860-2018-ABP」の策定に参加した4社のうちの1社でもある（他はベル、シューベルト、スティーロ）。
また、FIMが26年に向けて新たに定めた耐衝撃基準である、FRHPhe-02に唯一適合している。
なお、アライは安全上の理由によりハーフ型ヘルメット（半ヘルとも呼ばれる）は一般向けには製造しておらず、製造しているのは競馬用および郵便配達員用の特定業種向け品に限られる。

## その他
1984年に4輪の星野一義、2輪の平忠彦を起用しテレビCMが制作・放映された。近年の広告出稿は車・オートバイ専門誌における記事や広告を中心としている。
またロールプレイングゲームの『魔界塔士Sa・Ga』及び『Sa・Ga2 秘宝伝説』（共にスクウェア（現：スクウェア・エニックス）のゲームボーイ用ソフト）では、プレイヤーキャラクターの装備品として「アライのメット」という頭用防具が登場する。
2024年からは、スーパーフォーミュラにて前述の「FIA 8860-2018-ABP」規格のヘルメットを装着する義務が課せられたことに伴い、同シリーズのプロモーションパートナーとなった。

## ラインナップ

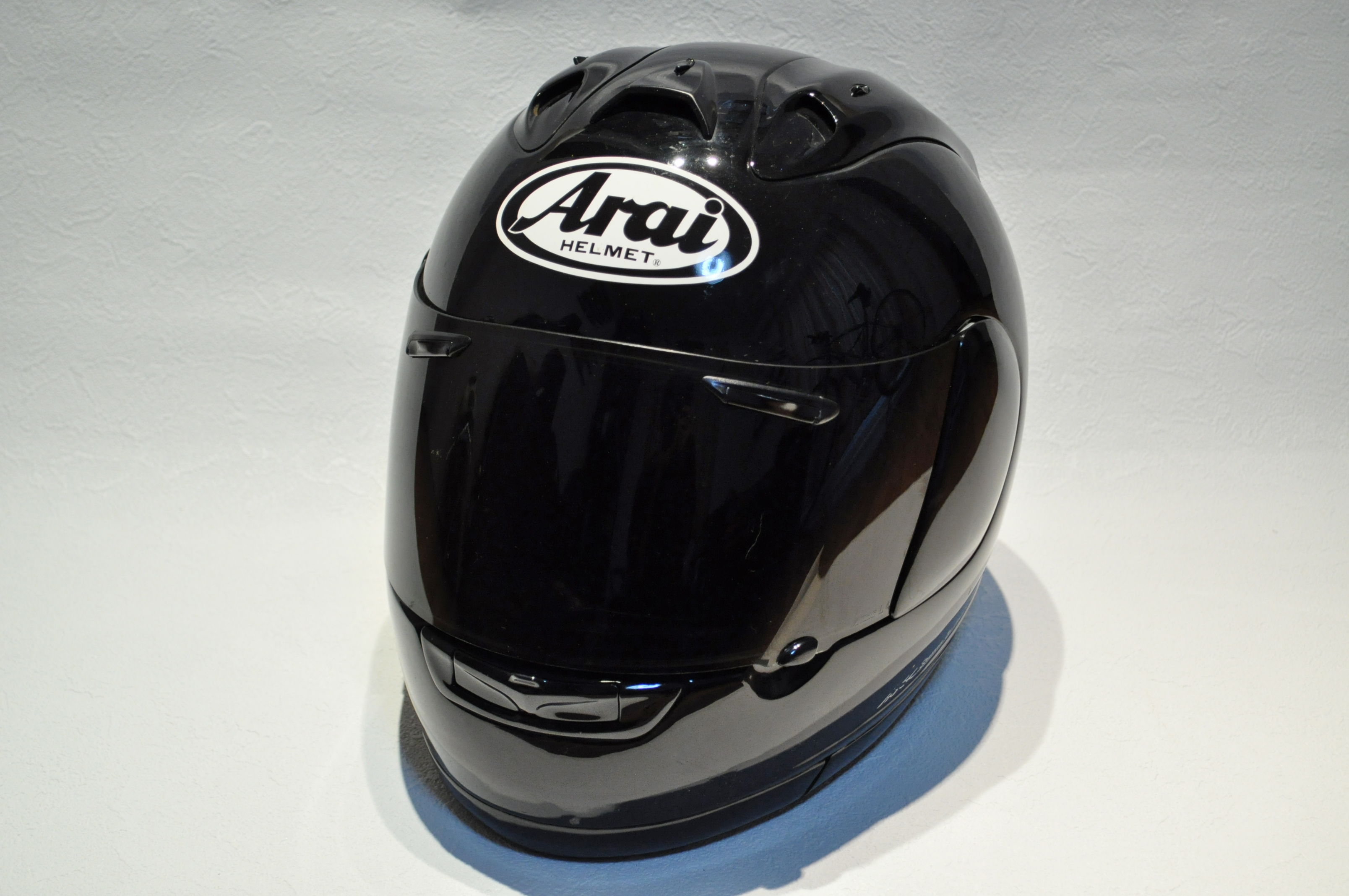
RX-7 RR4

### フルフェイス
- PB-SNC² RX-7X(XO)
- PB-SNC² RX-7X FIM Racing#1
- RX-7X SRC
- PB-clc² ASTRO-GX
- PB-clc² RAPIDE-NEO
- PB-clc² XD
- ASTRO-IQ XO(特大サイズ)
- ASTRO-LIGHT(子供用)

### オープンフェイス（ジェット）
- PB-clc²VZ-RAM
- VZ-RAM SRC
- CT-Z
- SZ-G
- CLASSIC AIR
- CLASSIC MOD
- MZ-F XO(特大サイズ)
- SZ-LIGHT(子供用)

### オフロード・トライアル
- TOUR-CROSS-V
- TOUR-CROSS3
- V-CROSS4
- V-CROSS2 Jr(子供用)
- HYPER-T
- HYPER-T PRO

### 四輪用
- GP-6 8859
- GP-6S 8859
- GP-5W 8859
- GP-5WP 8859
- GP-J3(XO) 8859
- CK-6K(子供用)
- SK-6 PED

※2025年2月現在

## 主なユーザー（過去の使用も含む）

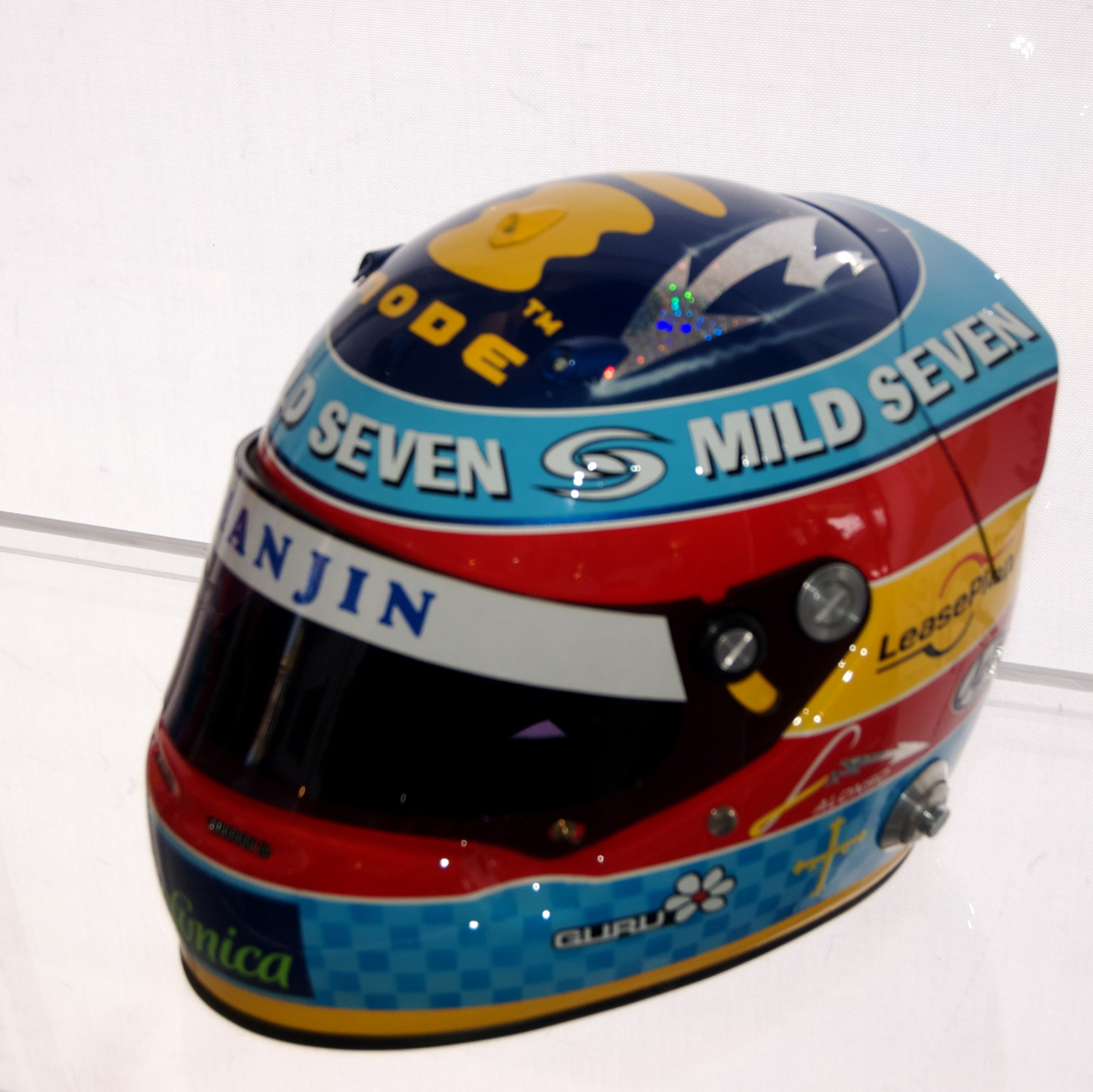
フェルナンド・アロンソ着用モデル

### 四輪
- ジェフ・リース - 1982年よりアライユーザー
- マイク・サックウェル - 1982年よりアライユーザー
- ケネス・アチソン - 1983年アライユーザー
- ジョナサン・パーマー - 1983年よりアライユーザー
- ティエリー・ブーツェン - 1983年よりアライユーザー
- ステファン・ヨハンソン - 1983年-1985年アライユーザー
- ロベルト・モレノ - 1984年-1997年アライユーザー
- ケケ・ロズベルグ - 1984年-1993年アライユーザー
- マーティン・ブランドル - 1985年-1991年アライユーザー
- ナイジェル・マンセル - 1985年よりアライ製ユーザー
- ガブリエル・タルキーニ - 1985年よりアライユーザー
- フィリップ・ストレイフ - 1986年よりアライユーザー
- エマニュエル・ピロ - 1986年よりアライユーザー
- マーク・ブランデル - 1986年よりアライユーザー
- デイモン・ヒル - 1986年よりアライユーザー
- デレック・ワーウィック - 1987年-1989年アライユーザー
- マウリシオ・グージェルミン - 1987年-1991年アライユーザー
- フィリップ・アリオー - 1987年よりアライユーザー
- オリビエ・グルイヤール - 1987年よりアライユーザー
- ピエルルイジ・マルティニ - 1987年よりアライユーザー
- ジャン・アレジ - 1987年-1990年アライユーザー
- J.J.レート - 1987年よりアライユーザー
- ジュリアン・ベイリー
- ミカ・ハッキネン - 1988年-1992年、1999年アライユーザー
- エディ・アーバイン - 1988年-1995年アライユーザー
- エリック・ベルナール - 1988-1991年アライユーザー
- リカルド・パトレーゼ - 1989年よりアライユーザー
- アラン・プロスト - 1989年-1990年,1993年-1995年アライユーザー
- ローランド・ラッツェンバーガー - 1989年よりアライユーザー
- ミケーレ・アルボレート - 1990年-1994年アライユーザー
- ミハエル・シューマッハ - 1990年-1991年8月までアライユーザー
- イヴァン・カペリ - 1990年7月よりアライユーザー
- ミカ・サロ - 1991年よりアライユーザー
- トム・クリステンセン
- ペリー・マッカーシー
- マーティン・ドネリー
- ジャック・ヴィルヌーヴ - 1992年-1995年アライユーザー
- オリビエ・パニス
- ルーベンス・バリチェロ - 1999年までアライユーザー
- ヨス・フェルスタッペン
- ハインツ＝ハラルド・フレンツェン
- ロス・チーバー - 1994年よりアライユーザー
- デビッド・クルサード - 1994年よりアライユーザー
- ミハエル・クルム - 1994年-2011年アライユーザー
- ジョニー・ハーバート - 1994年6月よりアライユーザー
- ペドロ・デ・ラ・ロサ
- ヤルノ・トゥルーリ
- ラルフ・シューマッハ - 1996年アライユーザー
- ジャンカルロ・フィジケラ　シューベルト等他メーカーを使用していた時期あり
- トム・コロネル
- ファン・パブロ・モントーヤ
- ジェンソン・バトン - アライ以前はベルを使用。
- フェルナンド・アロンソ - シューベルトを使用していた時期もあり。現在はベルを使用
- キミ・ライコネン - 現在はベルを使用。シューベルトを使用していた時期もあり。
- ヘイキ・コバライネン
- ロバート・クビサ - 現在はベルを使用
- セバスチャン・ベッテル - カート時代から一貫してアライユーザー
- マーク・ウェバー - 一時期シューベルトを使用。
- ルイス・ハミルトン - 現在はベルを使用。
- ダニエル・リカルド - ベルを使用していた時期もあり
- バルテリ・ボッタス - 現在はスティーロを使用
- セルジオ・ペレス - 現在はシューベルトを使用。ベルを使用していた時期もあり
- ティモ・グロック
- エイドリアン・スーティル
- ポール・ディ・レスタ
- パスカル・ウェーレイン - 現在はベルを使用
- ランス・ストロール - 現在はスティロを使用
- マックス・フェルスタッペン - 現在はシューベルトを使用
- ダニール・クビアト - 現在はシューベルトを使用
- カルロス・サインツJr. - 現在はベルを使用
- ピエール・ガスリー - 現在はベルを使用
- アレクサンダー・アルボン - レッドブル在籍時使用、現在はベルを使用
- ジャック・ドゥーハン

日本人ドライバー
- 高橋国光
- 高原敬武
- 星野一義
- 松本恵二
- 中嶋悟
- 鈴木利男
- 小河等
- 中子修
- 高橋徹
- 萩原光
- 関谷正徳
- 影山正彦
- 服部尚貴
- 片山右京 - 1990年よりアライユーザー
- 小河等
- 土屋圭市
- 野田英樹
- 黒沢琢弥
- 井上隆智穂
- 近藤真彦
- 影山正美
- 金石勝智
- 田中実
- 田中哲也
- 中野信治
- 高木虎之介 - 1994年よりアライユーザー
- 本山哲
- 脇坂寿一
- 佐藤琢磨
- 松田次生
- 中嶋一貴
- 小林可夢偉 - 2013年はシューベルトを使用していた時期もあり。
- 鈴木亜久里 - 2000年代よりアライユーザー
- 新井敏弘
- 立川祐路
- 石浦宏明
- 関口雄飛
- 野尻智紀
- 平川亮
- 平峰一貴
- 角田裕毅
- 宮田莉朋

### 二輪
- ウェス・クーリー
- マイク・ボールドウィン（WGP）
- フレディ・スペンサー（WGP）
- ケビン・シュワンツ（WGP）
- ランディ・マモラ（WGP）
- ロン・ハスラム（WGP）
- ルカ・カダローラ（WGP）
- マイケル・ドゥーハン（WGP）
- ダグ・チャンドラー（WGP）

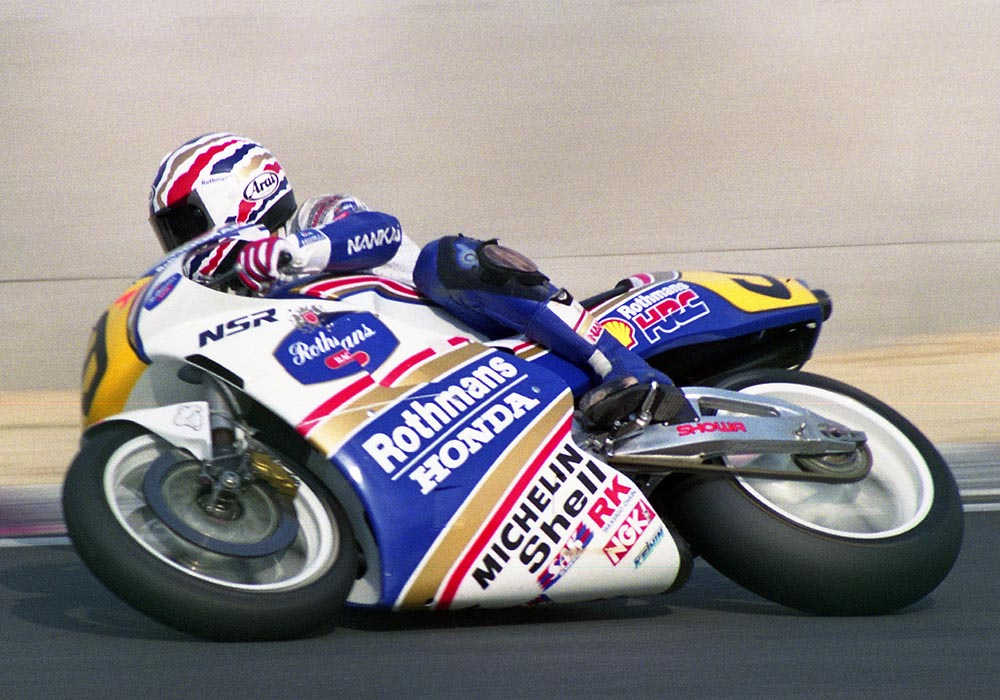
アライヘルメットを着用し走行するミック・ドゥーハン

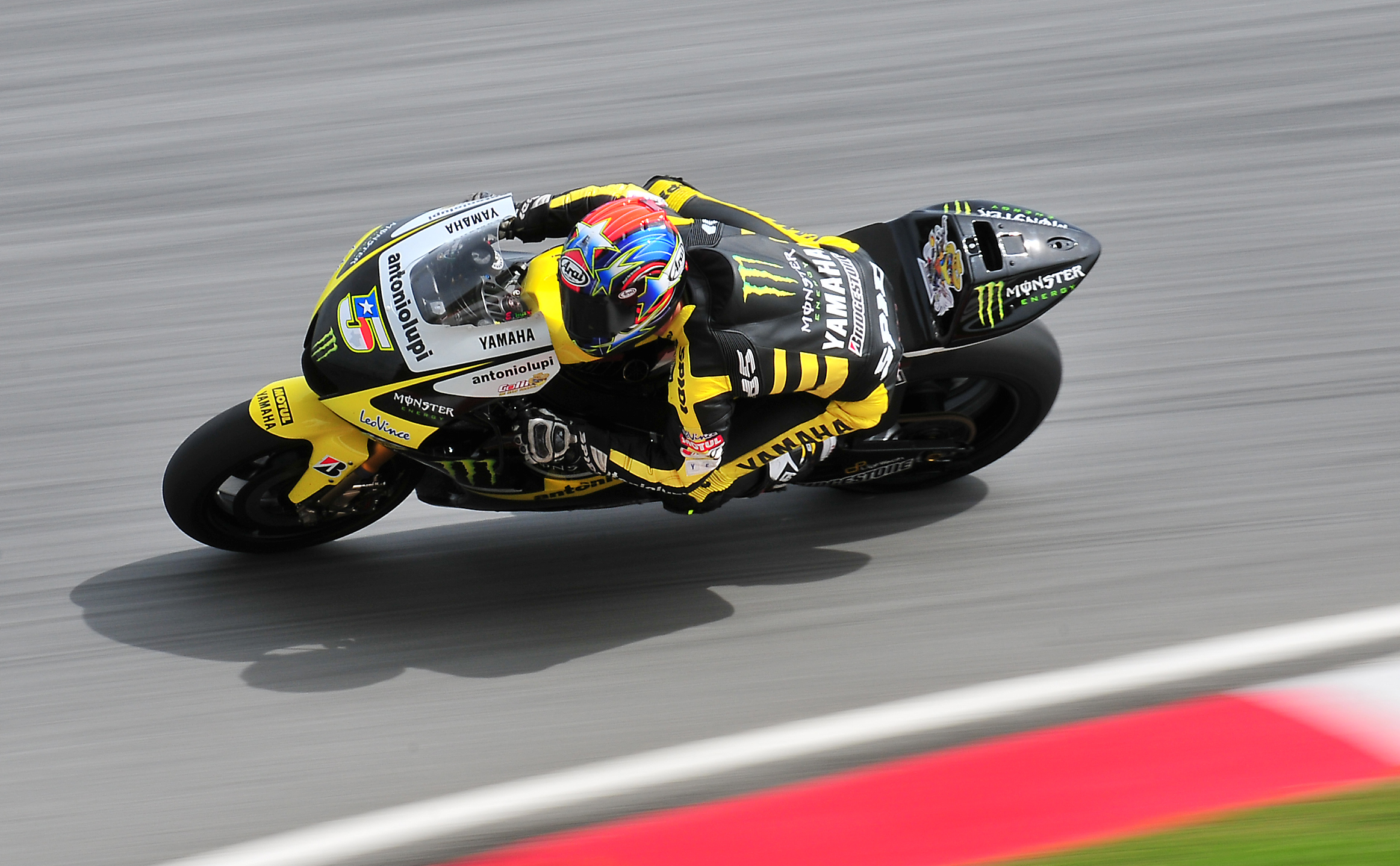
アライヘルメットを装着し走行するコーリン・エドワーズ

- ジョン・コシンスキー　（WGP）SHOEIやベルも使用した時期もあり
- コーリン・エドワーズ（WGP）
- ケニー・ロバーツ・ジュニア（WGP）
- ニッキー・ヘイデン（WGP）SHOEIを使用した時期もあり
- ロジャー・リー・ヘイデン（AMA）
- トミー・ヘイデン（AMA）
- ダニ・ペドロサ（WGP）NOLANを使用した時期もあり
- ジョン・ホプキンス（WGP）
- セテ・ジベルナウ（WGP）
- ギャリー・マッコイ（WGP）
- カル・クラッチロー（WSB）
- ジョナサン・レイ（WSB）
- エスティバ・ラバト（WGP）
- マーベリック・ビニャーレス（WGP）
- カレル・アブラハム（WGP）
- ソムキアット・チャントラ(WGP)
- 野口種晴（WGP）
- 金谷秀夫（WGP）
- 清原明彦（WGP）
- 高井幾次郎（WGP）
- 浅見貞男（WGP）
- 平忠彦（WGP）
- 福田照男 (WGP)
- 原田哲也（WGP）
- 坂田和人（WGP）
- 中野真矢（WGP）
- 芳賀紀行（WSB）
- 東雅雄（WGP）
- 松戸直樹（WGP）
- 岡田忠之 (WGP)
- 青木宣篤（WGP）
- 宇井陽一（WGP）
- 小山知良（WGP）
- 青山博一（WGP）
- 青山周平（WGP）
- 高橋裕紀（WGP）
- 北川圭一（JSB）
- 清成龍一（SBK）
- 高橋巧 (WSB)
- 藤原克昭（WSS）
- 井筒仁康（JSB）
- 芹沢太麻樹（JSB）
- 新井宏彰（JMX）
- 黒山健一（JTR）
- 中上貴晶（WGP）
- 小椋藍 （WGP）アライヘルメットにてペインターとして勤務していたことがある。
- 鈴木竜生 (WGP)
- 佐々木歩夢 (WGP)
- 白バイ隊員

### モータージャーナリスト
- アラン・カスカート（二輪）
- 柏秀樹（二輪）
- 村岡ジッタ（二輪）
- 辻司（二輪）
- 山田純（二輪）
- 和歌山利宏（二輪）
- 宮崎敬一郎（二輪）
- 新垣敏之（二輪）

### 架空の作品
- 風吹裕矢（サーキットの狼）